# Joash Kiplimo
Joash Kiplimo (21 maggio 1991) è un siepista e mezzofondista keniota.

## Biografia
In carriera ha vinto due titoli di campione nazionale nei 3000 m siepi, disciplina in cui ha anche conquistato un argento ed un bronzo e nella quale ha gareggiato ai Giochi Panafricani nel 2019.

## Palmarès
| Anno | Manifestazione     | Sede  | Evento       | Risultato | Prestazione | Note |
| ---- | ------------------ | ----- | ------------ | --------- | ----------- | ---- |
| 2019 | Giochi panafricani | Rabat | 3000 m siepi | dnf       |             |      |

## Campionati nazionali
2013
- 9º ai campionati kenioti, 3000 m siepi - 8'42"3

2014
- 4º ai campionati kenioti, 3000 m siepi - 8'27"0

2015
- Oro ai campionati kenioti, 3000 m siepi - 8'24"26

2016
- Oro ai campionati kenioti, 3000 m siepi - 8'30"14

2017
- Argento ai campionati kenioti, 3000 m siepi- 8'26"4

2019
- Bronzo ai campionati kenioti, 3000 m siepi - 8'43"4